# Payback (2015)
Payback (2015) — третье в истории шоу Payback, PPV-шоу производства американского рестлинг-промоушна WWE. Оно состоялось 17 мая 2015 года на «Royal Farms Arena» в городе Балтимор, Мэриленд, США.

## Предыстория
На Рестлмании 31 Джон Сина победил Русева и стал новым чемпионом Соединённых Штатов WWE. 2 апреля был назначен матч реванш между Синой и Русевым на Extreme Rules. 13 апреля на шоу RAW было объявлено что их матч будет по правилам русской цепи. На следующей неделе Русев атаковал Сину за кулисами. На PPV Extreme Rules (2015) Джон Сина победил Русева. На том же шоу Русев и Лана обратились к Руководству, и те назначили матч на Payback но с условием что этот матч будет «I Quit». На RAW от 11 мая Русев вмешался в поединок Сины против Невилла, атаковав обоих.
На Рестлмании 31 Роллинс закешил свой чемоданчик Money in the Bank и стал новым Чемпионом мира в тяжёлом весе WWE. На PPV Extreme Rules Сет Роллинс защитил титул чемпиона мира в тяжёлом весе WWE от Рэнди Ортона после того как в матч вмешался Кейн. На следующем RAW было объявлено что зрители путём голосования выберут против кого будет защищать титул Сет Роллинс из вариантов: Ортон, Рейнс или Ортон и Рейнс. Зрители выбрали последний вариант. 28 апреля на официальном сайте WWE появилась информация, что Сет Роллинс будет биться против Рэнди Ортона и Романа Рейнса. 4 мая на шоу Raw Кейн назначил матч Эмброус против Роллинса, если Дин выиграет то он в чемпионском матче на Payback, Дин выиграл. В конце этого же шоу Рейнс победил Ортона после вмешательства The Authority. Но на помощь фейсам выбежал Дин. После чего Рейнс провёл spear на Роллинсе, Ортон провёл RKO Рейнсу, а Дин провёл double underhook DDT на Ортоне. На RAW от 11 мая Triple H добавил условие, если Сет Роллинс не сумеет сохранить титул, Кейн будет уволен с поста Операционного Директора.
На Extreme Riles Kick-off Невилл победил Барретта. 28 апреля ексклюзивно для WWE Network прошёл турнир King of the Ring в финале которого встретились Невилл и Барретт, победителем из этого матча вышел Барретт. На RAW от 4 мая Король Барретт и Шеймус победили Долтфа Зигглера и Невилла. На SmackDown! от 7 мая Зигглер и Невилл победили Шеймуса и Короля Барретта. На RAW от 11 мая было объявленно что на PPV Payback Невилл встретится с Королём Барреттом.
Шеймус вернулся в WWE 30 марта на RAW, где атаковал Брайана и Дольфа Зигглера. На RAW от 13 апреля Шеймус атаковал Дольфа Зигглера после его матча против Невилла. На SmackDown! от 16 апреля Дольф Зигглер бросил вызов Шеймусу на матч, но тот сказал что их матч состоится, но на Extreme Rules по правилам «Kiss Me Arse». На Extreme Rules (2015) Зигглер победил Шеймуса, но Шеймус отказалася целовать Зигглера зал, и ударил того в пах. На RAW от 27 апреля Шеймус помешал Зигглеру во время его матча и тот проиграл, но Дольф сделал то же самое во время матча Шеймуса. На RAW от 4 мая Король Барретт и Шеймус победили Дольфа Зигглера и Невилла. На SmackDown! от 7 мая Зигглер бился против Короля Барретта, но в матч вмешался Шеймус, но на помощь Дольфу выбежал Невилл. После этого Зигглер и Невилл победили Шеймуса и Короля Барретта. На RAW от 11 мая было объявлено что Шеймус встретится с Дольфом на PPV Payback.
На Extreme Rules (2015) Новый День(Биг И и Кофи Кингстон) победили Сезаро и Тайсона Кидда и стали новыми Командными чемпионами WWE. На RAW от 27 апреля Биг И победил Тайсона Кидда. На SmackDown! от 30 апреля Тайсон Кидд и Сезаро победили Новый День по дисквалификации. На SmackDown! от 7 мая Новый День победили Сезаро, Тайсона Кидда и Райбека. На RAW от 11 мая было объявлено что Новый День будут защищать титулы Командных чемпионов WWE в матче «2 из 3 фоллов» против Сезаро и Кидда.
На RAW от 27 апреля Райбек победил Бо Далласа, и после матча его атаковал Брэй Уайатт. На SmackDown! от 30 апреля Райбек победил Люка Харпера, и вновь после матча его атаковал Брэй Уайатт. На следующем RAW Райбек зачитал промо в сторону Уайатта, в то же время Уайатт рассказал почему атаковал Райбека. На RAW от 11 мая Райбек атаковал Уайатта. 13 мая на официальном сайте WWE появилась информация, что Райбек встретится с Брэйем Уайаттом.
На RAW от 20 апреля Наоми победила Бри Беллу. Позже тем же вечером было объявлено что Пэйдж не сможет выступить на Extreme Rules, и вместе неё была поставлено Наоми. На Extreme Rules Никки Белла победила Наоми, и отстояла титул Чемпионки Див WWE. На RAW от 4 мая Наоми и вернувшаяся Тамина Снука атаковали Близняшек Белл. На RAW от 11 мая Тамина победила Бри Беллу. На SmackDown! от 14 мая был анонсирован матч на PPV Payback Тамина и Наоми против Близняшек Белл.

## Результаты
| №                                | Матч | Тип матча | Время |
| -------------------------------- | --- | --- | ----- |
| Kick-off                         | R-truth победил Стардаста                                                                                     | Одиночный матч | 6:50  |
| Kick-off                         | Вознесение (Коннор и Виктор) победили The Meta Powers (Кёртис Аксель и Мачо Мэндоу)                           | Командный матч | 2:50  |
| 1                                | Шеймус победил Дольфа Зигглера                                                                                | Одиночный матч | 12:21 |
| 2                                | The New Day (Биг И и Кофи Кингстон)(с) (с Ксавье Вудсом) победили Сезаро и Тайсона Кидда (с Натальей)         | Командный матч «2 из 3 фоллов» за титул командных чемпионов WWE                                                                           | 12:40 |
| 3                                | Брэй Уайатт победил Райбека                                                                                   | Одиночный матч | 10:54 |
| 4                                | Джон Сина (c) победил Русева (с Ланой)                                                                        | Матч «Я сдаюсь» за титул чемпиона Соединённых Штатов WWE                                                                                  | 27:58 |
| 5                                | Наоми и Тамина победили Близняшек Белла                                                                       | Командный матч | 6:13  |
| 6                                | Невилл победил Короля Барретта по отсчёту                                                                     | Одиночный матч | 7:22  |
| 7                                | Сет Роллинс (с) (с Джоуи Меркури, Джейми Ноблом и Кейном) победил Рэнди Ортона, Дина Эмброуса и Романа Рейнса | Fatal 4-Way матч за титул чемпиона мира в тяжёлом весе WWE Если Сет Роллинс проиграет, Кейн будет уволен с роли кооперационного директора | 20:52 |
| (c) — чемпион на момент поединка | | |       |